# Antoine Pierre Hély d'Oissel
Pour les articles homonymes, voir Hély d’Oissel.
Félix Antoine Pierre Hély d’Oissel (1806-1868), fils du baron Abdon-Patrocle-Frédéric Hély d'Oissel, est un industriel français, conseiller d’État, président de Saint-Gobain de 1852 à 1866, administrateur de la Soudière de Chauny, de la Compagnie des chemins de fer de Paris à Lyon et à la Méditerranée (PLM). Il était chevalier de la Légion d'honneur.

## Carrière
Né le 29 août 1806, de Abdon Patrocle Frédéric Hély d'Oissel et de Adélaïde Brochant, frère de Léonce Frédéric Victor et de Arthur Gabriel Arthur.
Epouse Sophie Mélanie Firino, 28 août 1835. 
Ils ont 3 enfants : Paul Frédéric (1840), Adèle Elisabeth (1843) et Etienne Emile Hély d'Oissel (1844). 
Etudes à l'Institut Massin, lycée Charlemagne et licencié en droit, avocat à la cour royale de Paris. Conseillé d'Etat (27 avril 1831 au 2 décembre 1852). 
Commission de surveillance de la Caisse des Dépôts, administrateur du Crédit Foncier & Industriel, de la Compagnie des Chemins de Fer PLM et de Saint Gobain
Comme son père, qui en fut vice-président en 1832, il est nommé Président de Saint Gobain de 1852 à 1866, il réussit la fusion des verreries de Saint Gobain et de Saint Quirin en 1858 et la modernisation de la Soudière de Chauny. Crée des succursales aux USA, en Allemagne et Belgique. 
Chevalier de la Légion d'honneur en 1842, membre de l'Académie des sciences morales et politiques en 1855.
Il décède le 16 novembre 1868 à Paris.
Ses fils Paul et Étienne furent vice-présidents et son petit-fils Pierre Antoine Louis sera aussi président de Saint-Gobain.

## Sources
- Hervé Joly, "Familles d'administrateurs de Saint-Gobain", in Jean-Claude Daumas, Alain Chatriot, Danièle Fraboulet, Hervé Joly (dir.), Dictionnaire historique des patrons français, Paris, Flammarion, 2010, pp. 635-638.
- Hubert Bonin, Histoire de la Société générale, Volume 1, 2006
- Guy Levé, la Saga des Hély d'Oissel, archives de Saint Gobain